# 矢野誠一
矢野 誠一（やの せいいち、1935年3月18日 - 2025年7月23日）は、日本の芸能評論家、エッセイスト。
東京市代々木八幡出身。歌舞伎学会、日本文芸家協会会員。都民劇場（銀座）理事、早川清文学振興財団理事。演劇雑誌「悲劇喜劇」（早川書房）編集顧問。読売演劇大賞選考委員。

## 人物
麻布中学校、麻布高等学校卒業。中学時代から「映画研究部」に所属し、先輩に山際永三、福田善之、和泉二朗、佐藤重臣らがいた。1956年、文化学院卒業。
劇団三期会（のちの東京演劇アンサンブル）の演出部に所属。1962年、8代目桂文楽、6代目三遊亭圓生、5代目柳家小さんなど、戦後屈指の名人を一堂に集めた「精選落語会」(イイノホール)をプロデュース（～1968年）。1967年「上方寄席’67」「東西交流落語会」の制作・企画で芸術祭奨励賞。1967年5月2日、桂米朝の東京初の独演会「桂米朝 上方落語の会」を紀伊國屋ホールで開催、この会を契機として桂米朝の名が東京でも知られるようになる。
1962年に一号だけ出た同人誌『落語白書』に最年少のメンバーとして参加（他のメンバーは江國滋、尾崎秀樹、倉田芳郎、小島正雄、境田昭造、清水正二郎（のちの胡桃沢耕史）、都筑道夫、友竹正則、仁尾一三、星新一）。
落語を中心として評論活動を行っている。1969年から東京やなぎ句会に参加し、俳号は「徳三郎」。
5代目春風亭柳朝、7代目（自称5代目）立川談志、3代目古今亭志ん朝、5代目三遊亭圓楽を「若手四天王」と命名した。
入船亭扇橋（9代目）のために新作落語「蕎麦の隠居」を書き下ろした。演目は長年忘れ去られていたが、NHKラジオ第一「真打ち競演・思い出の名師匠」（2021年6月6日）で音源が再放送されたことをきっかけに、一門の落語家が演じている。
夫人とは2015年10月に死別している。作家の夏堀正元は従兄弟にあたる。
2025年7月23日、心不全のため死去した。90歳没。訃報は同年8月1日に明らかになった。

## 受賞
- 1967年、芸術祭文部大臣奨励賞（「上方寄席’67」「東西交流落語会」の制作・企画）
- 1996年、第10回大衆文学研究賞（評論・伝記部門「戸板康二の歳月」）
- 2006年、第14回スポニチ文化芸術大賞優秀賞
- 2023年、文化功労者[12]

## 著書
- 「落語遊歩道」協同企画出版部 1967
  - 「落語と歩く 鑑賞三十一話」河出文庫
- 「落語」三一新書 1970
  - 「落語とはなにか」河出文庫
- 「落語 長屋の四季」読売新聞社 1972
  - 「落語歳時記」文春文庫
- 「芸能歳時記」三一書房 1973
- 「私の信条」現代創造社 1978
- 「けっさく笑いばなし集」集英社モンキー文庫 1978
- 「にっぽん芸人気質」レオ企画 1979
  - 「にっぽん藝人伝」河出文庫
- 「古典落語」駸々堂ユニコンカラー双書063 1979
- 「志ん生のいる風景」青蛙房 1983 のち文春文庫、河出文庫
- 「芸能語典」青蛙房 1984
- 「さらば、愛しき芸人たち」文藝春秋 1985 のち文庫
- 「落語長屋の知恵」青蛙房 1986
- 「フルイコの酒場」大陸書房 1986
- 「女興行師吉本せい 浪花演芸史譚」中央公論社 1987 のち中公文庫、ちくま文庫
- 「落語手帖」駸々堂出版 1988（のち講談社+α文庫 1994、加筆・訂正して 講談社 2009）
- 「落語読本 精選三百三席」文春文庫 1989
- 「門番氏の手紙」三一書房 1990
- 「落語は物語を捨てられるか」新しい芸能研究室 1991
  - 「志ん生の右手」河出文庫
- 「落語食譜」青蛙房 1992
- 「落語長屋の四季の味」文春文庫
- 「円生とパンダが死んだ日」青蛙房 1993
  - 「酒場の藝人たち 林家正蔵の告白」文春文庫
- 「酒と博奕と喝采の日日 さらば、愛しき芸人たち2」文藝春秋 1995 のち文春文庫
- 「落語商売往来」白水社 1995
  - 「落語長屋の商売往来」文春文庫
- 「芝居歳時記」青蛙房 1995
- 「戸板康二の歳月」文藝春秋 1996、ちくま文庫 2008 - 尾崎秀樹記念・大衆文学研究賞を受賞
- 「落語家の居場所 わが愛する芸人たち」日本経済新聞社 1997 のち文春文庫
- 「文人たちの寄席」白水社 1997 のち文春文庫
- 「大正百話」文春文庫 1998
- 「三遊亭圓朝の明治」文春新書 1999 のち朝日文庫
- 「藝人という生き方 そして、死に方」日本経済新聞社 1999
  - 「藝人という生き方 渥美清のことなど」文春文庫 2001
- 「衣食遊住がらくた館」青蛙房 2001
- 「エノケン・ロッパの時代」岩波新書 2001
- 「荷風の誤植」青蛙房 2002
- 「東都芝居風土記 江戸を歩く」向陽書房 2002
- 「二枚目の疵 長谷川一夫の春夏秋冬」文藝春秋 2004
- 「笑わせる側の人生」青蛙房 2005
- 「森の石松に会う」青蛙房 2007
- 「人生読本 落語版」岩波新書 2008
- 『舞台人走馬燈』早川書房 2009
- 『落語のこと少し』岩波書店 2009
- 『昭和の藝人 千夜一夜』文春新書 2011
- 『昭和食道楽』白水社 2011。絵：唐仁原教久
- 『昭和の東京 記憶のかげから』日本経済新聞出版社 2012
- 『さようなら 昭和の名優名人たち』日経プレミアシリーズ新書 2013
- 『昭和の演藝 二〇講』岩波書店 2014
- 『舞台の記憶 忘れがたき昭和の名演名人藝』岩波書店 2015
- 『ぜんぶ落語の話』白水社 2016
- 『昭和も遠くなりにけり』白水社 2019
- 『芝居のある風景』白水社 2023

### 共編著
- 「古典落語体系」全8巻、責任編集・江國滋/大西信行/永井啓夫/矢野誠一/三田純一、三一書房、1969 のち三一新書 のち静山社文庫
- 編「古典落語・長屋ばなし」講談社 1974
- 編「話がご馳走」廣済堂出版 1985
- 「深川江戸散歩 とんぼの本」藤沢周平・大笹吉雄・水谷類・枝川公一共著 新潮社 1990
- 編「都新聞芸能資料集成 大正編」白水社 1991
- 「まるまる一冊 マルセ太郎」山田洋次/永六輔 他共著、早川書房 2001
- 編「都新聞藝能資料集成 昭和編 上」白水社 2003。下は未刊
- 「寄席芸・大道芸 物語で学ぶ日本の伝統芸能」小沢昭一と監修、くもん出版 2004
- 「落語CD & DVD名盤案内」草柳俊一共著、大和書房・だいわ文庫 2006
- 編「志ん生讃江」河出書房新社 2007
- 編「落語登場人物事典」白水社 2018

## 出演
- 「あの日あのときあの番組～柳家小三治さんをしのんで～」（NHK総合、2021年10月31日)
- 「JOBK100年 桂米朝 なにわ落語青春噺」（NHK総合（関西のみ）、2025年6月21日）